# 对基督教的批评
对基督教批评是主要建立在理性上，而不是在神的启示或神的信仰上，研究和考察基督教教义和圣经，历史和文化，分析所声称事实的准确性，科学性，以及其中的道德观念，以便提供可靠信息及道德指导。 圣经批评侧重基督教的重要经典圣经，属于研究“对基督教批评”的一个子领域。

对基督教的批评涵蓋了天主教、東正教、新教等教派，這些批評已历史悠久，可追溯到基督教产生初期时罗马帝国时期。批评人士批评了基督教的信仰、教义和基督教行动，其批评的方面包括从十字军到现代的恐怖主义。知识分子反对基督教的观点一般抱着这样的看法：基督教是一种暴力、腐败、迷信和带有偏见的信仰。
在基督教早期，新柏拉图主义哲学家波菲利成为基督教的主要批评家之一，他写了一部《反对基督教》的作品。波斐利认为基督教是建立在尚未实现的假预言上。罗马帝国接纳了基督教后，政府和教会当局逐渐压制了不同的宗教声音。一千年后，新教改革导致欧洲基督教的根本分裂，重新唤起了基督教信仰内部和外部的批评声音。随着科学革命与启蒙时代的到来，基督教经历了伏尔泰、大卫·休谟、托马斯·潘恩和保爾·霍爾巴赫等主要思想家和哲学家的进一步批评。这些批评的中心主题是否定基督教圣经的历史准确性，着重抨击基督教宗教当局的明显贪污腐败。其他思想家，如康德，发起了对基督教神学的第一次系统而全面的批评，试图驳斥有神论的观点。
在近代，基督教面临着一系列政治运动和意识形态的批评。在十八世纪晚期法国大革命中，无数政治家和哲学家批评传统基督教教义，引发了一系列的世俗主义浪潮，导致数以百计的教会倒闭，成千上万的牧师被驱逐出境。在法国大革命之后，有名的自由主义和共产主义哲学家，如约翰·斯图尔特·密尔和马克思，批评基督教教义，认为它是保守的和反民主的。 

对圣经的理性分析和批评催生了基督徒自然神论， 该理论是源自基督教的宗教哲学观点, 相信耶稣的道德教义,但不相信耶稣的超自然的神性。18世纪美国最著名的基督自然神论者可能是第3任美国总统托马斯·杰斐逊。他把《新约圣经》福音书中引用的神灵干预和奇迹干预的部分删除，生成了《杰斐逊圣经》。  受作为主要起草人托马斯·杰斐逊的影响，自然神论的论述被作为《美国独立宣言》哲学理论根据；“自然法则”和“自然之神”（Laws of Nature and of Nature's God)等自然神论概念被写入其中。

19世纪的哲學家尼采说，基督教培养了一种压制人类意愿所包含欲望的奴隶道德。 在其反基督 (書籍)一书，尼采并且提出一套“反基督”的道德以改进未来，重新评价所有的价值观。

马克思主义理论，俄国革命，中国革命和其他几次近现代革命运动也带来了对基督教思想的批评。

20世纪英国的著名哲學家伯特兰·罗素在其《为什么我不是基督徒》一书中，对圣经从理性角度和当时的科学知识为基础进行了批评。 

对这些批评作出正式回应的基督徒被称为基督教护教士。圣奥古斯丁和托马斯·阿奎那等神学家是基督教信仰最重要的护教士之一。

## 认识论基础
"对基督教的批评"用形而上学的理性分析和科学检验的方法，旨在坚持与其他哲学(包括自然神论，无神论和不可知论)和科学事业相同的理性调查标准，并接受相同的评估和批评方法。这种认识论上的理性的分析方法，也被神学借用，也被哲学家和神学家用来研究信仰的本身的合理性，将宗教经典的描述和历史，考古，和科学发现相比较。其结果是在欧州催生了接近无神论的自然神学。遵循的方法类似于自然神论，无神论和不可知论， 避免了吸引特殊的非自然才能（心灵感应，神秘经历）或超自然的信息来源（神圣的文本，神学的揭示，信条权威，直接的超自然交流)。 这种避免非自然才能或超自然的信息来源的方法， 与启示神学和基督教神学的方法有区别。

这种理性的分析和缜密的逻辑思维，使得信上帝和超自然的信息来源的人越来越少。 世界最权威及最有名望的学术期刊之一《自然》“领先的科学家仍然拒绝上帝” 一文中报道：本世纪初以来，美国科学家的宗教信仰问题一直存在争议。最新的调查发现，在顶级自然科学家中，不信教的情况比以往任何时候都要大 - 几乎全部。

## 對聖經的批評

### 内部一致性
评论家和怀疑者已经指出圣经内部的不一致，这包括：对一事件记叙有不同的次序，对同一特征的事物的描述提到不同的数量和名称，这给人们的理解带来了困难。对这些批评的回应包括:现代的文档假设，两源假设（这种假设有不同的形式表现），以及认为使徒书信是托名写成的观点。与这些批判立场相反的立场是传统主义者支持的立场，他们认为文本是一致的，摩西五经是根据单一来源写成的，而福音书则由四位独立见证人写成的，所有的保罗书信除了希伯来书外都是由使徒保罗写成的。
虽然在研究圣经时人们需要考虑上下文，但有些人发现马太福音、马可福音、路加福音和约翰福音中关于耶稣复活的叙述难以调和。艾德·帕里什·桑德斯认为，很难指责早期的见证者有任何蓄意欺诈的行为。她写道“很难指责这些来源，或第一批信徒，是故意欺诈。如果真的要谋划一个让人们相信的复活故事，那么他们会编一个更连贯的故事。但是，我们现在看到的是彼此竞争的不同说法：‘我看到他’‘我也是这样’‘女人先看见他’‘不，是我看到了他；他们根本没有看见他’，等等。此外，一些复活的见证者会将为信仰而交出生命。这也让欺诈不太可能。”
哈罗德·林德塞尔（Harold Lindsell）指出，相信圣经无误论的人认为圣经中的每一句说话都是真实的（与准确相对），这是一个“严重的扭曲”。他认为，圣经中有明确的虚假陈述，这些陈述被准确地记载下来的， （例如，撒旦是一个说谎者，他所说的谎言被准确地记载下来）。圣经无误论的支持者通常不会教导圣经是人们直接记下从上帝听到的说话，而是认为神使用圣经“作者的独特个性和文学风格”，上帝的圣灵指导着他们，通过作者的语言和个性完美地投射出上帝的信息。:Art. VIII
那些相信圣经是圣灵感动的人认为，这是圣经真理无误论（或圣经无误论），也就是说，它表达的真理是没有错误的，它的文字就是上帝的话语。然而，关于这个概念的范围是有争议的，因为这个术语包括了“信仰和实践”的立场，有些教派认为有些与信仰和基督教实践无关的历史或科学细节可能有错误。 其他学者对此则有更强烈的看法。但是，这个立场要求对其中的某些经文进行更多的解经工作，它导致了关于圣经明晰性（perspicuity）问题的争论，吸引了很多关于圣经和哲学的讨论。
圣经真理无误是指圣经的原文的无错误，所有主流学者都承认在传播和翻译中可能出现人为错误；然而，通过使用文本批评，现代（批判性）的版本被认为是“忠实地呈现原文的”，:Art. X被认为，我们对原始语言的理解能够很好地进行准确的翻译。对此的反对观点是，由于文本的腐烂，或翻译太难，所以难以赞同现代的文本。

### 未实现的预言

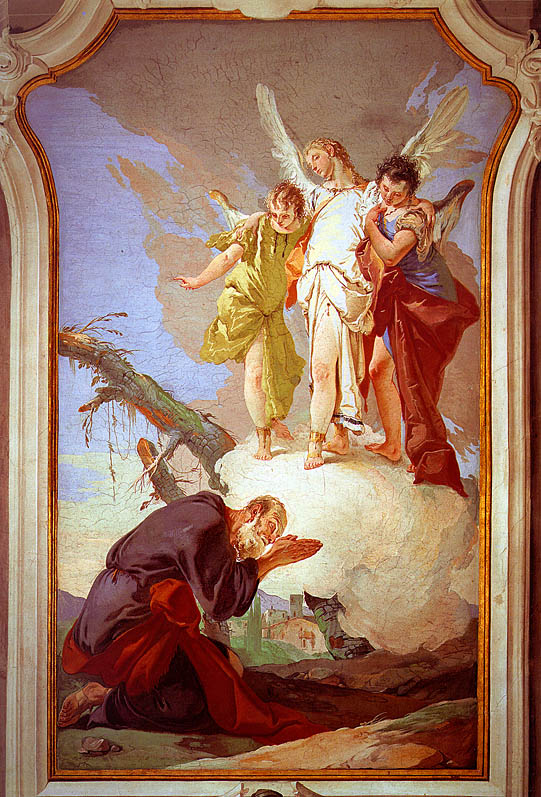
上帝在圣经中向亚伯拉罕显现，他身边有三个天使。画家Giovanni Battista Tiepolo。

在耶稣时代数百年之前，犹太先知允诺一个弥赛亚会来临。犹太教宣称耶稣没有实现这些预言。其他怀疑者通常认为这个预言是模糊的或未实现的， 或旧约的著作影响了新约故事的叙述。基督徒的护教者声称耶稣实现了这些预言，他们认为这些预言几乎不可能通过偶然的机会来实现。许多基督徒预期耶稣再临，这时他将履行弥赛亚预言的其余部分，如最后的审判，一般的复活，神的国的建立和弥赛亚时代。
新约将耶稣的谱系追随到大卫那里。然而，斯蒂芬·哈里斯（Stephen L. Harris）认为：
耶稣没有完成以色列先知所说的上帝委托弥赛亚去做的事情：他没有将那些与上帝立约的人从他们的外邦敌人中解脱出来，没有将分散在各处的人重新组合起来，恢复大卫的国，或建立普遍的和平（参见以赛亚书9： 6-7; 11：7-12：16等）。耶稣不是将犹太人从压迫者中解脱出来从而履行了神对土地、民族、君主和祝福的古老应许，相反，耶稣的死是“可耻的”的死亡，他被弥赛亚所预言的政治权力所击败。确实，希伯来先知并没有预见到以色列的救主会被外邦人作为一个普通罪犯而处决，这使耶稣被钉十字架变成了熟悉经文的犹太人的“绊脚石”。 （林前1：23）

基督教传教士反驳这一论点，他们认为，根据新约预言，特别是在“启示录”中，耶稣在大灾难之后的千禧年统治期间实现这些预言。
16世纪的立陶宛特拉凯犹太神学家以撒·本·亚伯拉罕写了一个名为“Chizzuk Emunah”（巩固信仰）的作品，试图驳斥耶稣是旧约中所预言的弥赛亚的观点，并反对基督教是与神订立的“新约”。他系统地在新约中指出了一系列前后不一的地方、新约与旧约之间的矛盾、以及在耶稣生命中没有实现的旧约预言。此外，他质疑了一系列基督徒的做法，如星期日休息。这个作品最初写给犹太人看的，以说服他们不要归信基督教，但这个作品最终被基督徒读到。虽然著名的基督教希伯来专家希伯里·哈里斯托夫·瓦格希尔（Johann Christoph Wagenseil）试图反以撒·本·亚伯拉罕的论点，但瓦格希尔对这个作品的拉丁文翻译徒增了人们对这个作品的兴趣，激发了后来的基督教自由思想家。Chizzuk Emunah被伏尔泰称为伟大的作品。
另一方面，布莱兹·帕斯卡认为，“预言是关于耶稣基督的最强证据。”他写道，经书上已经预言了耶稣，这些预言来自四千年期间的一连串人物。护教者乔什·麦克道维（Josh McDowell ）认为，旧约预言支持了基督教的正当性，他认为基督所实现的预言包括：他祖先的血统、出生地、童贞女所生、神迹、死亡和复活等预言。他说，即使圣经预言了弥赛亚的时间和具体的事件，但犹太人的塔木德（该塔木德不接受耶稣是弥赛亚）却感叹，虽然犹大扼杀了权杖，但弥赛亚并没有出现过。

#### 拿撒勒人的预言
另一个例子是马太福音2:23中的“拿撒勒人”，马太福音写道：“到了一座城，名叫拿撒勒，就住在那里。这是要应验先知所说‘他将称为拿撒勒人’的话了。”犹太人的犹太教网站认为：“由于拿撒勒人是拿撒勒城的居民，在犹太圣经的时期，这个城市并不存在，所以在希伯来经文中是找不到这个引文的。 这个经文很可能是伪造的。”然而，一个常见的观点认为，新约经文是基于与拿细耳人（Nazirites）有关的经文，因为这是当时可能常见的误会，或者早期基督徒故意重新翻译这个词语。另一个观点认为，“马太福音将希伯来词语nezer（在以赛亚书11：1和耶利米书23：5中被翻译为“分支”或“分派”）与希腊词语nazoraios（在这里其翻译为拿撒勒人）等同起来。基督徒还认为，这处的经文使用间接引语和先知的复数形式，“所以马太福音只是说，耶稣生活在拿撒勒，从而实现了许多旧约关于他将被鄙视和拒绝的预言。”菲利力在约翰福音1:46中对耶稣可能是弥赛亚的回应说明了这点，他说：“拿撒勒还能出什么好的吗？”

### 选择性的解释
批评者认为，基督教选择性地援引旧约的某些部分是虚伪的，特别是这些经文有的赞成敌对妇女和同性恋者的，并且有的经文是过时的。根据某些解释，整个摩西律法在加拉太书3：24-25中被描述为一个不必要的“训蒙的师傅”。
在另一方面，人们认为许多旧约律法被新约具体地废除了，例如割礼，虽然这个做法可能只是与挪亞七律同出一辙。而另一方面，其他段落是赞成律法的，例如罗马书3:31写道：“这样，我们因信废了律法吗？断乎不是，更是坚固律法。”

### 误译
聖經翻译会引起了一些问题，因为原初语言在语法和词义上往往是完全不同的。虽然《芝加哥圣经无误论声明》指出，无误仅适用于原本的语言，但一些信徒相信他们的翻译是准确的。例如，一个叫做King James Only movement的群体则相信这样的观点。为了可读性、清晰性或其他原因，翻译者可以选择不同的措辞或句子结构，一些翻译可能会改写段落。因为原语中的一些词语含义不明确或难以翻译，所以就引起了关于正确翻译的辩论。
有时，由于关于希伯来语或希腊语文本的不同英文译版之间出现的前后不一而带来了人们的批评。人们认为，一些基督教的解释反映了特定的教义性偏见，并且认为在新约中常引用各种希伯来语馬所拉文本和希腊语的七十士译本手稿。

## 对历史行为的批评
许多现代团体批评圣经中某些道德观点的解释是有问题的。最常被批评的一些段落包括：殖民主义、强调女性的从属地位、宗教不宽容、谴责同性恋、支持旧约和新约中的奴隶制等。

### 殖民主义
基督教与殖民主义往往密切相关，因为天主教、俄罗斯东正教和新教是欧洲殖民统治的宗教，并以许多方式成为这些殖民权力的“宗教军队”而行动。最初，基督教传教士被描绘为“光辉的圣徒，在无边的野蛮人海洋中理想的虔诚典范”。但是，到了二十世纪后半叶殖民时代终结的时候，传教士被认为是“殖民入侵的意识形态震撼部队，他们的狂热让他们变得盲目”。
基督教是人们批评殖民主义时的对象，因为宗教信仰被用来为殖民者的行为辩护。例如，迈克尔·伍德（Michael Wood）认为，土著人不被认为是人类，殖民者是由“几个世纪的种族中心主义和基督教一神论所塑造”，它们只是支持一种真理，一种时代和一种现实。

### 奴隶制
早期的基督教对奴隶制抱着反对、接受或忽视的态度。早期的基督教奴隶制观念受到基督教犹太根基的影响，它也属于罗马帝国更广泛的文化一部分。旧约和新约都意识到奴隶制度的存在。
使徒保罗在《以弗所书》6：5-8中提到奴隶制，他既不谴责奴隶制也不容忍奴隶制。在这个段落中，他没有认为奴隶制是一个自然合法或神圣授权的机构。相反，保罗对基督徒奴隶的职责和基督徒奴隶主的责任的讨论转化了这个制度，即使他没有要求彻底废除奴隶制。在古代，奴隶被看作是一个物品。亚里士多德写道，在奴隶与奴隶主之间永远不能拥有友谊，因为奴隶主与奴隶没有任何共同之处：“奴隶是一种活生生的工具，就像一个工具是无生命的奴隶一样。”保罗的话是完全不一样。他把奴隶称为“基督的奴隶”，这样的奴隶渴望实现“上帝的旨意”，并得到“他所做的善事”的“奖赏”。同样，奴隶主如何对待奴隶的方式需要对上帝负责，因为奴隶最终是上帝的财产而不是他的财产。这就等于说，奴隶和奴隶主一样都是神的形象。因此，他具有不可估量的价值和伟大的尊严。他需要得到妥善的对待。在这样一个框架下，奴隶制即使仍然是奴隶制，也不可能像非基督徒的奴隶制一样。历史中记载了教宗庇护一世（约158年－167年）和教宗加理多一世（约217年－222年）之前曾是奴隶。
自中世纪以来，基督教对奴隶制的认识有着重大的内部冲突，经历了巨大的变化。在17世纪后期之前，几乎所有的基督教领袖都在特定的圣经范围之内承认奴隶制，保持与基督教神学一致。他们用来证明奴隶制合法性的重要经文是创世纪9：25-27：“他说：「迦南应当受咒诅，他必给自己的兄弟，作奴仆的奴仆。」他又说：「耶和华，闪的 神，是应当称颂的；愿迦南作他的奴仆。」” 根据这个经文，他们将含的后裔解读为非洲人，于是带着含的标记的后代成为了闪（亚洲人）和雅弗（欧洲人）的后裔的奴隶。在中世纪中期，教会不允许整个欧洲的奴隶存在，很大程度上消灭了这个制度。但在1452年情况发生改变，这时尼各老五世认为所捕获到的穆斯林和异教徒一生出来就奴隶，将所有非基督徒称为“基督的敌人”。
罗德尼·斯塔克（Rodney Stark）在《为了上帝的荣耀：一神教如何走向改革、科学、捕杀巫婆和奴隶制终结》中认为，基督教有助于结束全世界范围的奴隶制，Lamin Sanneh在《外国的废奴主义者》也得出相同的结论。这些作者指出，基督徒基于宗教信仰的基础，从而认为奴隶制是错误的，他们率先主张废除奴隶制，许多早期的废奴运动者是由他们的基督信仰驱动的，他们希望实现在上帝下人人平等的观点。17世纪末，再洗礼派开始批评奴制。貴格會，門諾會和阿米什人也随之批评的奴隶制。基督教废奴主义者中的突出人物是威廉·威尔伯福斯和约翰·伍尔曼（John Woolman）。1852年，斯托夫人根据她的基督教信仰写了著名的小说《汤姆叔叔的小屋》。更早时期，英国和美国的貴格會积极地主张废奴主义。一群貴格會成员成立了第一个英国废奴主义组织，同年，贵格会就这一问题向政府提交请愿书。在运动过程中，貴格會具有持续的影响力，在许多方面领导着整个活动。卫斯理宗的创始人約翰·衛斯理有助于将废奴运动发展为民众运动。
许多现代基督徒一致地谴责奴隶制，认为它是错误的，违背了上帝的旨意。只有基督教的边缘组织如三K党，以及在基督教重建主义和Christian Identity运动中的边缘基督教种族主义仇恨小组推崇重新实行奴隶制。但是，在保守的基督徒中，完全尊崇基督教重建主义的数量很少，并且被边缘化。除了这些小组外，所有基督教信仰团体现在都谴责奴隶制，并将这种做法视为与基督教基本原则不相符的。
除了协助废奴主义之外，许多基督徒为建立种族平等而作出进一步的努力，他们为民权运动作出了贡献。The African American Review提到到黑人教会中的基督教复兴主义在民权运动中发挥了重要作用。马丁·路德·金恩是被按立的浸信会牧师，他是美国民权运动的领导人，也是基督教民权组织“南方基督教领袖协会”（Southern Christian Leadership Conference）的主席。

### 基督教与妇女

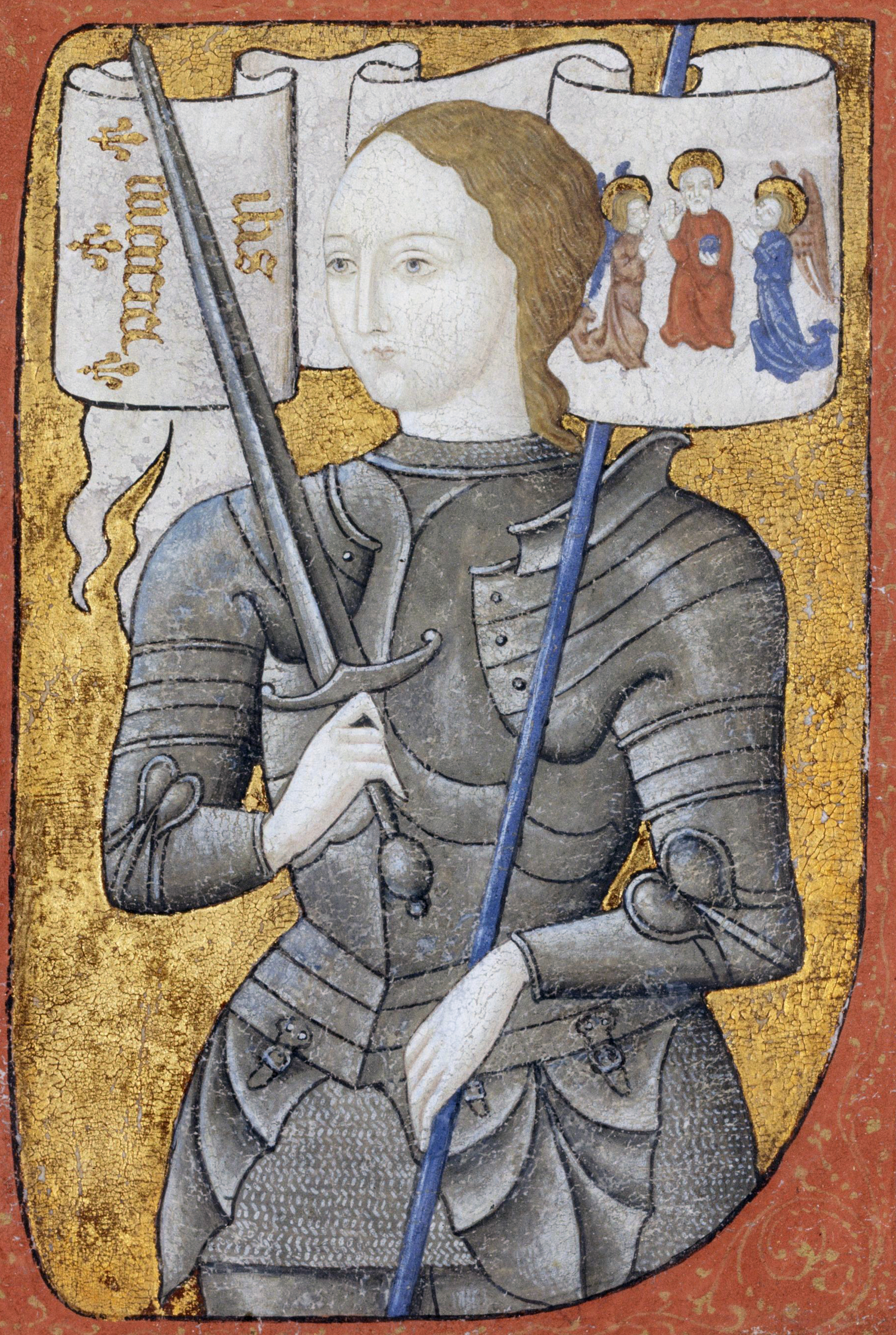
圣女贞德领导了将法国从英国解放出来的战争。她相信天主命令她这样做。当她被捕时，她在英国法庭中被判为异教徒，烧死在火柱上。她现在是天主教所敬重的圣人。

许多女性主义者谴责了基督教的一些观念，例如，一个男性的上帝、男性的先知，以及圣经中以男性为中心的故事，这都是在维护父权制。虽然许多女性的门徒和仆人都被记录在保罗书信中，但有时妇女被诋毁，被迫进入从属的地位。例如，妇女被告知要在教堂里保持沉默，“因为妇女在聚会中讲话原是可耻的”（哥林多前书14：34-35）。主张女性參政權的伊丽莎白·卡迪·斯坦顿在《女人的圣经》中说：“圣经的教导从《创世纪》到《启示录》都在贬低女性。”
伊丽莎白·克拉克（Elizabeth Clark）引用了诸如特土良，希波的奥古斯丁和约翰一世(君士坦丁堡大主教)的早期基督教作品，将其作为教会传统长期贬低妇女的例子。直到20世纪后半叶，人们只是知道少数几个在基督教组建上作出贡献的妇女名字：耶稣的母亲聖母瑪利亞；抹大拉的馬利亞，耶稣的门徒，第一个见证耶稣复活的人；以及马大和马利亚（约翰福音11：19），在伯大尼接待耶稣的姐妹。
哈佛学者凯伦·金（Karen King）写道：很多在早期基督教组建做出贡献的妇女都是默默无名的。此外，她总结道，在西方基督教几个世纪以来，抹大拉的馬利亞被错误地认定为是约翰福音第8章所描述的妓女和悔改者，这是传统所假设的，在新约中找不到任何依据。King认为，沒被納入聖經正典的马利亚福音（Gospel of Mary）表明，她是一个有影响力的人物，一个突出的门徒，是早期倡导女性领袖的基督教运动的领导者。
King声称，在早期基督教中，凡是倡导妇女在古代基督教中重要地位的教派最终都被认为是邪教，早期妇女领导角色的证据于是被抹去或被压制。
古典主义伊芙琳·斯塔格（Evelyn Stagg）和新约学者弗兰克·斯塔格（Frank Stagg）共同撰写了书本《在耶稣世界中的女人》，记录了在耶稣时代所盛行的对妇女非常不利的态度。他们认为在记录下来的文献中，耶稣没有侮辱，贬低，谴责女人，或对女人有成见。他们将这些耶稣对待女性态度的记载解释为基督教创始人尊重妇女的证据。不同的神学家认为，耶稣对待女性方式的经典例子有助于推断他对于女性的态度。人们认为，这些例子显示出他如何坚持不解地解放女性和肯定妇女的地位。然而，沙龙本·科林（Schalom Ben-Chorin）认为，在约翰福音2：4的迦拿的婚礼中，耶稣回答了他母亲时公然违反了遵守父母的诫命。 他错误地认为耶稣的回应是一句冒犯性的说话。但事实上，“妇人”一词在希伯来文化中是一个尊称。此外，基督当时是三十岁的成年人。根据圣经，他有权力拒绝母亲的命令，他这样说是因为他正在遵守父亲（上帝）的命令。

### 基督教与暴力
参见： 基督教和暴力

许多批评基督教的批评者都把与基督教暴力行为作为谴责宗教的理由。 科幻作家亚瑟·克拉克说，他不能原谅宗教信仰在历史中的暴行和战争。理查德·道金斯在他的作品《上帝迷思》中也持有相同的观点。在《道金斯的错觉？》中，阿利斯特·麦克格拉斯（Alister McGrath）回应道金斯的观点，认为耶稣根本不是主张“群体外的敌对行为”，而是命令一种“肯定外部群体”的伦理。麦克格拉斯也同意批评宗教有必要，但是道金斯似乎并不知道宗教拥有内部改革和革新的手段。虽然人们肯定可以谴责基督徒不能遵守耶稣关于接纳邻人的标准，但接纳精神是基督教伦理的核心。
和平、同情和宽恕他人所犯的错误是基督教教义的关键要素。然而，自从教父时代以来，基督教已经在什么时候使用武力是合理的问题上挣扎。这种辩论导致了诸如“正义战争理论”等概念。在整个历史上，人们使用圣经段落将基督教对异教徒、罪人、和外部敌人的武力合法化。赫奇曼和哈根（Heitman and Hagan）将宗教裁判所、十字軍東征、宗教战争和反犹主义列为“基督教暴力最臭名昭着的例子”。在这份清单上，J. Denny Weaver补充了：“教宗斗士，在‘不打不成器’的借口下支持死刑和体罚，将奴隶制合法化，在皈依基督教的名义下在全世界推广殖民主义，将妇女从属于男性的体制暴力”。 Weaver用更广义的暴力概念，扩展了这个词的含义，从而涵盖了“伤害或损害”，而不仅仅是身体暴力。因此，根据他的定义，基督教暴力包括“诸如贫穷、种族主义和性别歧视等体制性暴力形式”。
虽然一些基督教徒依靠基督教教义来证明使用武力的合法性，但其他基督徒反对使用武力和暴力。后者[……]的某些人形成了一个派别，强调和平主义是信仰的中心原则。基督徒也对他们归为异教徒和非信徒的人发起暴力。在《给基督教国家的信》中，宗教批评者萨姆·哈里斯（Sam Harris）写道：“……信仰至少以两种方式激发暴力：首先，人们经常杀害别人，因为他们相信宇宙创造者希望他们这样做……第二，更多的人与他人相互冲突，因为他们通过宗教信仰的基础界定自己的道德群体。”
基督教神学家指出，基督教在内在反对暴力上有着具体的教条规定和历史上的禁例，特别是耶稣的山上寶訓教导非暴力以及爱敌人。Weaver说，耶稣的和平主义“被保留在合法的战争理论中，该理论认为，所有的战争都是罪恶的，即使当人们偶尔宣称邪恶是有必要的时候；僧侣、神职人员禁止战斗，基督教的和平主义传统也禁止战争”。而其他人则指出耶稣的话语和行为不符合这种描述：耶稣没有谴责那个要求耶稣医治自己仆人的士兵；耶稣在圣殿中推翻桌子，手中拿着绳子追赶换钱的人；让他的使徒施洗了一个罗马百夫长却没有让他放弃使用武力。

### 基督教与科学
在19世纪，人们将宗教与科学之间的关系模式理解为“冲突模式”，即，宗教与科学之间的互动几乎不可避免地带来敌对和冲突。一个普遍的例子是，中世纪的人们误认为地球是平坦的，而只有科学从宗教教条中解脱出来，表明地球是球形。这个论点是在十九世纪末和二十世纪初期很受欢迎的历史学方法，但大多数当代科学史学家现在拒绝了它。
在19世纪末和20世纪初的科学史上，科学和宗教之间的战争这个概念仍然很常见。今天，大多数科学史认为冲突的论点已经被随后的历史研究所取代。但是，大众文化仍旧将基督教与科学之间的关系理解为一种冲突关系。
天文学家卡尔·萨根提到了托勒密天文系统（认为太阳和行星围绕着地球转）和哥白尼天文系统（认为地球和行星围绕着太阳旋转）之间的争辩。他在《宇宙：一次个人旅程》中指出：托勒密的信仰“在整个黑暗时代得到教会支持……这在1500年中极大地阻止了天文学的进步。”《宗教百科全书》的特德·彼得斯（Ted Peters）写道：尽管这个故事中存在一些真理，但它被夸大了，已经成为“那些希望看到科学与宗教之间的发生战争的人所鼓吹的现代神话，这些人据称自己受到保守的、教条的教会权威迫害。”1992年，天主教会为伽利略辩护，在媒体上惹来了很多评论。

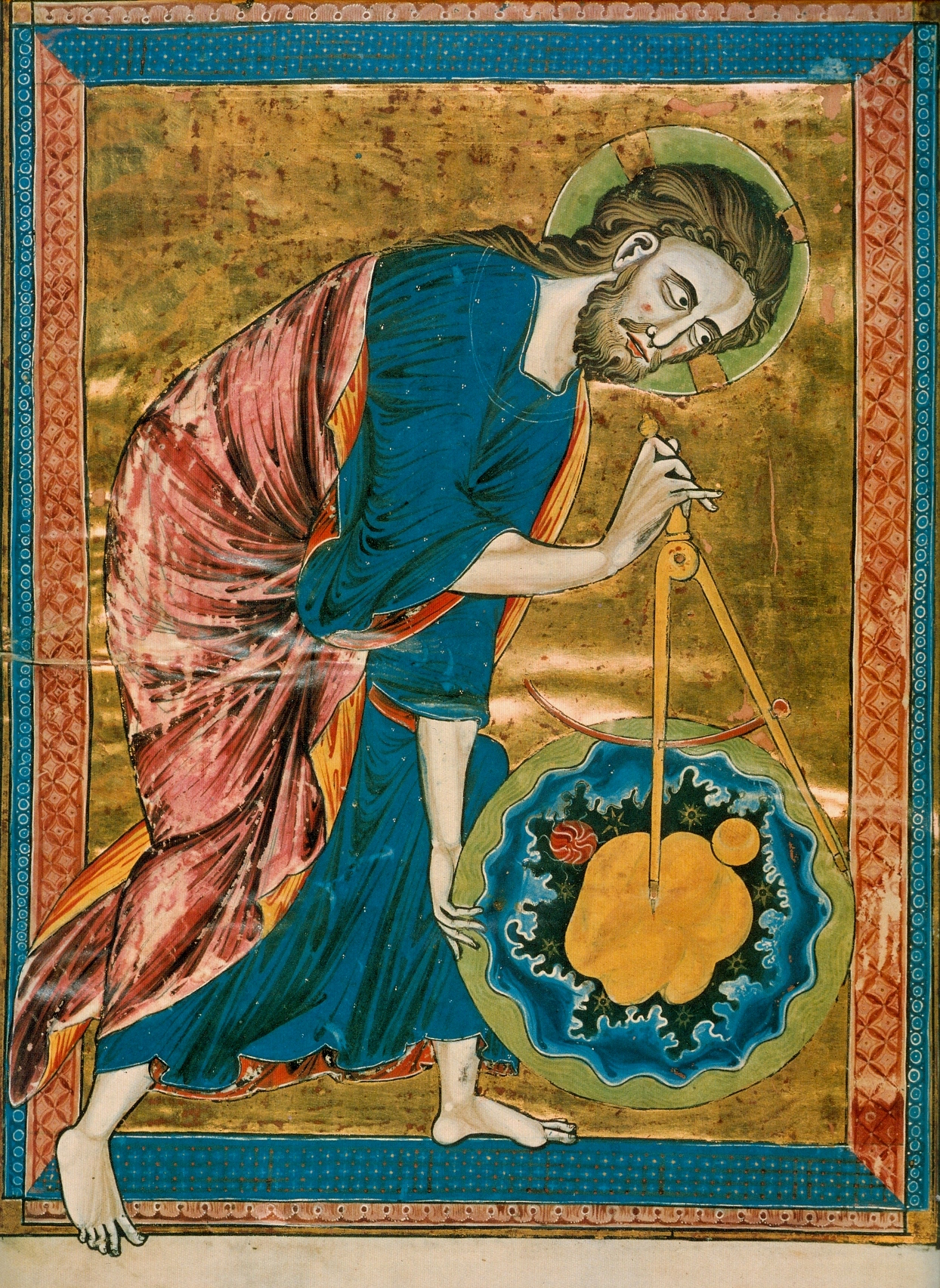
中世界的学者试图理解上帝创造的宇宙的几何与和谐原理。

## 伦理
哲学家尼采是对基督教伦理的一个引人注目的批评家。尼采所著的反基督 (書籍)一书， 举出基督教中的一些成分—例如福音书、保罗、殉教者、神父、以及十字军，认为那些都属于奴隶道德中的怨恨，尼采并且提出一套“反基督”的道德以改进未来，重新评价所有的价值观。英國哲學家伯特兰·罗素認爲聖經描述的基督在道德品性中存在着非常严重的缺点，  他還認爲“只要宗教信仰越狂热，对教条越迷信，残忍的行为就越猖狂”，並且慎重地说：“基督教作为有组织的教会，过去是，现在也依然是世界道德进步的主要敌人。”

### 圣经中的伦理
圣经中的伦理学被批评，例如在旧约中上帝发出灭绝种族的命令，并且不放过任何人。邪恶在世界的存在被认为是上帝并非全能的证据，然而怀疑者认为，人类对大局的理解不足，因而不能进行充分的评估。不过，斯蒂芬·迈登（ Stephen Maitzen）提出反驳，认为今天大多基督徒或犹太人不遵循圣经伦理中自相矛盾的地方，例如处决同性恋、亵神者、不顺服的孩子、或惩罚将亚麻和布混合在一起的人，这最终会削弱持怀疑者的观点。人们也批评基督教伦理对种族的不宽容态度（例如反犹主义观点），并且具有压制的性质。这些批评也是针对基督教伦理的核心，即，地狱的威胁。 

### 基督教与政治
一些左派和自由主义者，包括否定宗教右派的基督徒，使用“基督教法西斯主义”（Christian fascism或Christofascism）来描述一些新兴保守派的原教旨法西斯主义或福音派民族主义，以及美国可能出现的神权政治。
西雅图三一聯合循道會的Rich Lang牧师曾经作出一个题为《乔治·布什和基督教法西斯主义的兴起》的布道，他说：“我想把布什所说的基督教法西斯主义的意识形态描述出来。这是一种与耶稣精神完全相反的基督教。”

#### 基督教右派
保守的基督徒常常被世俗的人文主义者和自由主义基督教徒所指责，理由是他们反对似乎与经文相矛盾的科学（创世论，避孕，研究胚胎干细胞等）、自由民主（国教分离）和进步的社会政策（其他种族和宗教的权利，妇女和不同性取向的人的权利）。

#### 美国
盖洛普投票显示，在美国，自从1970年代以来，对组织宗教的信任已经衰退。社会学教授菲尔·扎克曼（Phil Zuckerman）认为，在教会中反对同性婚姻的政治运动“让许多人不再信任基督教”，并且导致了美国基督徒人数的减少。
Barna Institute的院长David Kinnaman和 Fermi Project的 Gabe Lyons发表了一项关于16至29岁美国人对基督教态度的研究。他们发现，大约38％不通常去教会的人对基督教，特别是福音派基督教持有消极印象，将它们与保守的政治激进主义，虚伪，反同性恋，威权主义和审判主义相联系起来。约有17％对基督教有“非常糟糕”的看法。

### 妇女的角色
现代基督教关于妇女的作用有三种主要观点，它们分别被称为基督教女性主义，基督教平等主义和互补主义。
- 基督教女性主义者从基督教的角度看待女性主义者的地位。
[103]
- 基督徒平等主义者倡导基于能力而不是基于性别的事工，并且不分年龄、种族和社会经济阶层地进行事工。[104]平等主义者支持授予妇女神职，在婚姻关系中主张平等，但在神学和道德上比基督教女性主义者更保守，他们更倾向于避免“女性主义”的标签。一些人支持有限的性别互补概念，一般被称为“没有等级的互补”。[105]
- 互补主义支持男女平等和有益的差异。[106]他们相信圣经教导男女在婚姻和教会中都有不同的互补作用。他们认为男人有领导的责任，女人有服从男人领导的责任。

一些基督教徒认为，上帝作为一个男人的观念并不是基于性别，而是基于在当时主导的父权制社会中，男性担任者家庭领袖和看护者的角色。因此，上帝作为“父”的观念是根据他与基督徒“孩子”的关系而言的。
大多主流基督徒声称，三位一体的教义意味着上帝应该被称为父亲，而不是称为母亲，就像耶稣是一个男人而不是一个女人一样。耶稣告诉他的追随者，要称呼神为父。（马太福音 6：9-13）他告诉门徒要仁慈，因为他们的天父是仁慈的。（路加福音6:36）他说，父要将圣灵交给那些想要的人（路加福音11:13），他们的父的圣灵在他们受迫害时会对他们说话（马太福音10:20）。在复活节星期天，他指示抹大拉的马利亚告诉其他门徒，“你往我弟兄那里去，告诉他们说我要升上去见我的父” （约翰福音20:17）。马克·布鲁姆（Mark Brumley）指出，在新约圣经中的神圣收养和再生的背后观念是：神是我们的父，因为他是我们在基督里新生命的“源头”或“起源”。他通过基督拯救我们，让我们在圣灵中成圣。布鲁姆说这显然不仅仅是一个隐喻；他与人间之父的类比是显而易见的。上帝不仅仅是基督追随者的父亲，他真的是他们的父亲。对于坚持这个观点的基督徒，人们会明显觉得，耶稣对妇女的态度应该强烈地意味着在领导地位上和婚姻中的男女平等，就如同耶稣作为男性意味着上帝之父的名一样。他们不是反对女权主义的，而是认为更换圣经中的名字（和性别）是没有必要的，而且也不能在圣经中找到话语的支持。
2000年，美南浸信会投票修改了教会的“浸信消息”反对妇女可以作为牧师。虽然这项决定并不具有约束力，并且不会阻止妇女担任牧师，但修订本身受到教会内部一些人的批评。在同一份文件中，“南浸会公约”强调妇女在婚姻中的从属地位：“妻子要得体地服从丈夫的领导，她附有尊重丈夫的上帝的责任，担任管理家庭和培养下一代的助手角色。”
东正教不允许女性神职人员。另一方面，迦勒底天主教在弥撒中继续保持大量与男执事一道事工的女执事。
一些福音派教会禁止妇女成为牧师、执事或教会长老。为了支持这种禁令，它们通常引用提摩太前书2:12：: “我不许女人讲道，也不许她辖管男人，只要沉静。”

## 教条

### 神迹
哲学家大卫·休谟反对神迹的合理性：
1. 神迹违反了已知的自然规律；
2. 我们通过反复的、不断的经验知道这些规律；
3. 报告神迹者的证词与已知科学法则的运作相矛盾；
4. 所以没有人可以理性地相信神迹。

天主教会和东正教会拒绝休谟完全反对神迹的观点，他们用圣格雷戈里·帕拉马斯（ St. Gregory Palamas）的教义指出，单纯用理性不足以理解上帝的能量（诸如神迹等活动）和精神，而信仰足够让我们理解神迹。当然，如果人们只是单纯地彼此交流，而没有听过基督教这种事物，那么这时，信仰在什么地方会成为一个问题。
人们常常听到“按手”的治愈祈祷的神迹。然而，依靠信仰治疗会间接造成严重伤害甚至死亡。包括C·S·路易斯，诺曼·盖斯勒（St. Gregory Palamas）和威廉·莱恩·克雷格（William Lane Craig）在内的基督教护教者都认为神迹是理性的、可能的。

最著名的反对神迹的可能是第3任美国总统托马斯·杰斐逊， 他是基督自然神论者， 编著了《杰斐逊圣经》,
他把《新约圣经》前四章中引用的神灵干预和奇迹干预的部分删除了，从而产生了该著作。在杰斐逊的圣经中，没有记载福音故事的开始和结束。没有关于天使的报喜，出生于处女或天使出现在牧羊人面前的故事，甚至没有提到复活。 

### 道成肉身
克理索发现，人们难以调和整一的、不变的犹太人的神和基督教的能够出生、成熟的人性的神。他问道：“上帝想改造人性，为什么要选择下降到人间，生活在地球上？他在耶路撒冷的短暂出现如何能使全世界无数居住在世界其他地方的人受益，或让那些在耶稣之前生活和死亡的人受益？ ”
一个对此经典的回应是C·S·路易斯所普及的三段论，名为“路易斯三难推理”，它旨在表明那些将拿撒勒的耶稣作为一个“伟大的道德老师”而同时否认他的神性的逻辑是前后不一的。这种三难推理的逻辑健全性遭到广泛的质疑。

### 地狱与判罪

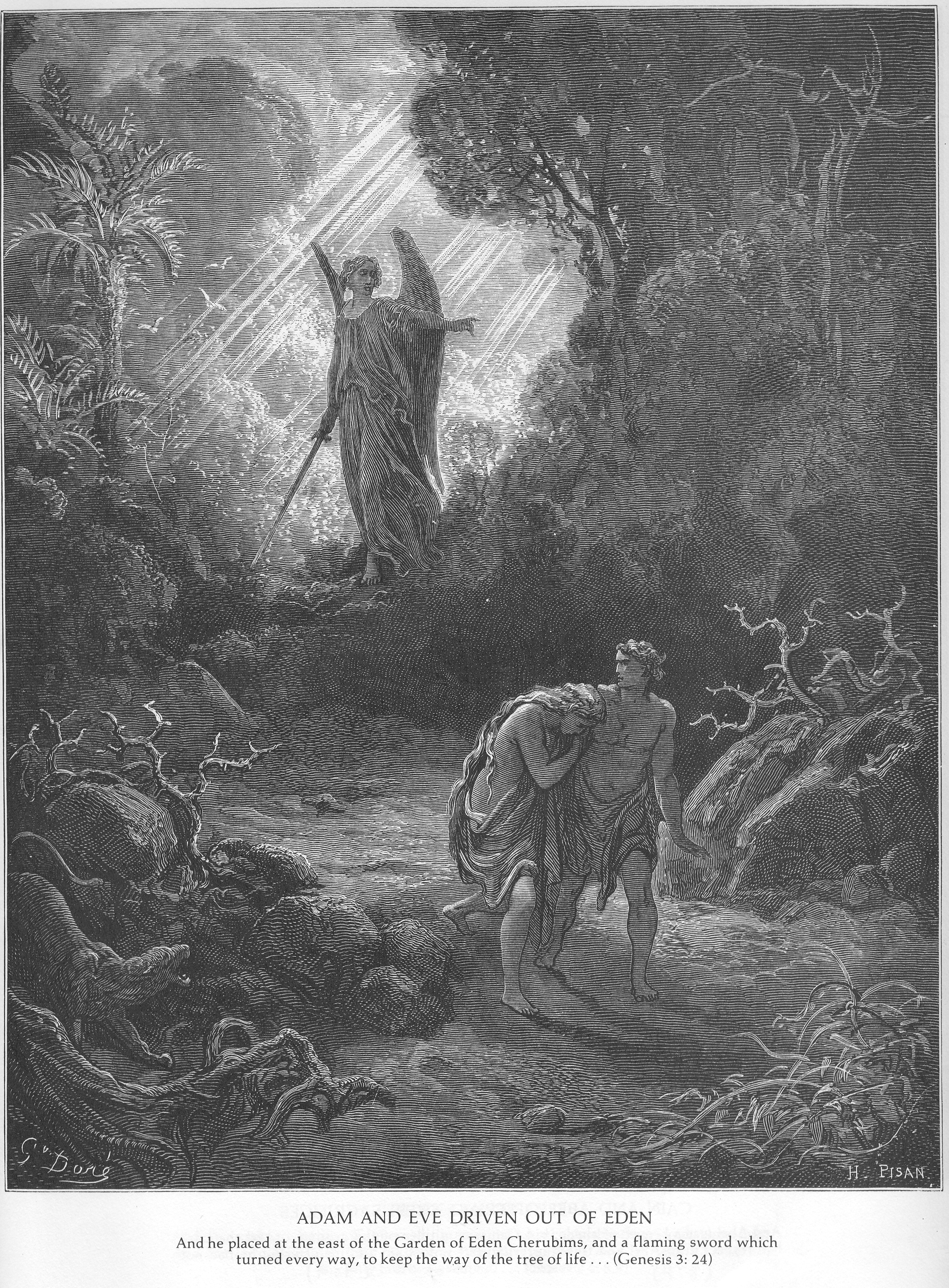
亚当与夏娃由于原罪而被驱逐出伊甸园，画家古斯塔夫·多雷。

人们指责基督教为了劝说人们接受他的权威而通过单纯的惩罚或恐惧的手段，或相反通过希望在死后的回报来说服人们，而不是通过理性的论证或经验证据来说服他人。传统的基督教教义认为，如果不信耶稣基督或没有基督教的信仰，一个人将在地狱中受到永恒的惩罚。
批判者认为，不接受基督教信仰就会被永恒惩罚的观点在道德是不可接受的，认为这说明了世界在本质上是可恶的。在类似的主题方面，人们认为，仅仅因为一个人一时的过犯而遭到永恒惩罚是不公正的。一些基督徒认为（参看 Annihilationism 和 Trinitarian Universalism）这些信仰是特别令人厌恶的，尤其是当所谓全能的神创造或允许一个人存在却拥有一些让上帝厌恶的本性时。
在亚伯拉罕的宗教中，地狱在传统上被认为是对今生中的不法行为或罪恶的惩罚，是神圣正义的表现。像邪恶的问题一样，一些护教者认为，地狱的折磨不应归咎为上帝仁慈的缺陷，而且人的自由意志导致的。虽然仁慈的上帝宁愿看到每个人都得救，但他也允许人类控制自己的命运。这个观点让人看到地狱不是惩罚性的，而是作为上帝所允许的一个选择，这样不想与神同在的人并不是被迫作出这种选择的。 C·S·路易斯在他的The Great Divorce中最著名地提出了这样一个观点，他说：“最后只有两种人：那些对神说‘你的旨意将要完成’的人，以及那些神对他说‘你将要结束’的人。”
地狱不被认为是一个严惩的正义问题，即使是更传统的教会也是如此。例如，东正教将地狱看作是因为人类自由拒绝上帝的爱所带来的自然的后果或境况。天主教教义认为，地狱是一个人不再与天主团契而带来的惩罚地点。在一些古代东正教传统中，地狱与天堂不是在空间上的不同，而是由一个人与上帝的爱的关系来区分的。
对地狱学说的一些现代评论家（如Marilyn McCord Adams)）认为，即使地狱被视为一种选择而不是作为惩罚，上帝给予有缺陷而无知的人类这种永恒命运的责任是不合理的。乔纳森·凯万维格（Jonathan Kvanvig）在他的书《地狱的问题》中认为，上帝不会允许一个人在犯错的情况下作出永远被诅咒的处决。例如，人们也不应该总是尊重他人的选择，即使是成年人也可能在沮丧或粗心大意时作出错误的选择。在Kvanvig看来，上帝将不会放弃任何人，除非他们在有利的情况下作出最后的拒绝上帝的决定，但神会尊重在合适情况下作出的选择。一旦一个人最终选择拒绝上帝，出于对人的自主权的尊重，上帝就允许他们的灭亡。

### 偶像崇拜
尽管基督徒通常认为不同的宗教是偶像崇拜，但很多人指出基督教本身已经在从事偶像崇拜，基督教的偶像崇拜的通常做法包括使用耶稣、聖母瑪利亞、圣人等雕像或图像。
，例如部份信奉者有把《聖經》等同於神的傾向。新教內部份教派重視神跡過於聖典，亦有可能會造成個人崇拜的現象。相反，佛教等部份宗教最初是反對神偶崇拜的。

### 靈薄獄
天主教会教导洗礼是必要的。在5世纪，圣奥古斯丁的结论是，没有受洗的婴儿会落入地狱。到十三世纪，神学家将“婴儿的靈薄獄”称为一个这样的地方：在那里，没有受洗的婴儿被剥夺看到上帝的能力，但却没有受到伤害，因为他们不知道他们被剥夺了东西，而且他们享有完美而自然的幸福。 1983年的Code of Canon Law（1183§2）表明，“父母打算让受洗的婴儿如果在洗礼前死亡，当地的教会能为其举行教会葬礼仪式”。但靈薄獄從來不是一個天主教的官方信條，天主教會近年也已很少提及靈薄獄。2007年，由30名成员组成的国际神学委员会（International Theological Commission）重新审视了靈薄獄这个概念委员会表示这样的希望与这些婴儿的确定命运并不等同。。如《天主教教理》1257条所述，“天主把救恩與聖洗聖事緊密相連，但祂自己卻不受祂的聖事所束縛。   ”。
东正教会或新教并不接受靈薄獄的观念。

### 赎罪
理查德·道金斯批评了赎罪的观点，理由是上帝要求耶稣的受难和死亡从而与人类和解是不道德的。道金斯总结道：“如果上帝要赦免我们的罪，为什么不直接原谅他们呢？上帝试图要做的究竟是什么？”牛津神学家Alister McGrath 认为，道金斯对基督神学是“无知”，因此无法聪明地讨论宗教和信仰。他继续说，赎罪是必要的，因为我们有缺陷的人性使我们不可能自己拯救自己，他通过耶稣消除了我们与上帝和睦相处的罪的阻隔，表达了上帝对我们的爱。对于他人批评他神学的“无知”，道金斯问道：“在不相信矮精之前，你是否必须了解矮精？”他补充说，“是的，我之前当然听到过这种反驳。这一点听起来表面上是公平的。但它的前提是基督教神学中的某些东西是无知的。我立场的全部重点是基督教神学并非一个主题。”Dinesh D'Souza说，“如果你认为基督教虚构了一切东西”，那么道金斯的批评“才有意义。”他继续说，基督徒认为耶稣的牺牲是美丽的牺牲，并认为，“通过骷髅地的极端事件，基督和解了神圣正义和神的怜悯”。安德鲁·威尔逊（Andrew Wilson ）认为，道金斯误解了赎罪的观点，因为，它与自虐没有什么关系，而是基于圣洁、罪恶和恩典的概念。
罗伯特·格林·英格索尔（Robert Green Ingersoll）认为，赎罪的概念只是摩西血祭传统的延伸，而且是“道德的敌人”。 耶稣基督的死是代表了以血祭的方式结束所有的血祭；这种通过终极的替代性赎罪的机制的后果是比重复的动物献祭更方便，而且成本更低廉——这种普通的解决方案能够解决古代宗教基于献祭的赎罪方式。
杰出的基督教护教者Josh McDowell在《不只是一名木匠》中通过一个雷同的故事来处理这个问题：一个真实的加利福尼亚州法官因女儿超速而被迫罚了女儿100美元，但随后他走下法庭，脱下了长袍，帮她支付了罚款。 尽管在这样的情形中，这个例子只是谨慎地用来描述赎罪的某些性质，但对于我们的理解仍旧很有帮助。

### 基督再临
早期基督教會的一些人士根據他們對路加福音9:27等章節的解讀，認為這句話意思是耶穌預言他去世後很快就會再臨。伯特兰·罗素在《為甚麼我不是基督徒》一文中认为這些聖經經文表明耶稣似乎承诺给他的追随者第二次到来会出现在听他布道那代人中，因此是基督教义的根本失败。
然而，Preterists认为耶稣在这里并不是说他的第二次来带来（马太福音16:28），而是谈论他力量的彰显，将其定义为“进入他的国度”，特别是他所预言的公元70年耶路撒冷圣殿的毁灭，在那时，他的所有门徒都不会全部活着。根据这个观点，马太福音10:23应该以同样的方式来理解。

### 与旧约关于来世概念的不一致
大多基督教传统将对永生的信仰作为他们信仰的中心和不可或缺的宗旨。批评者认为，基督教的来世概念与旧约所描述的不一致。乔治·门登霍尔（George E. Mendenhall）认为，旧约中没有永生或死后的生命的概念。它假设死者是惰性的的、没有生命的、没有任何活动。
巴比伦和以色列人的信仰分享着Sheol（“שׁאול”，地狱）的概念，这是一种虚无的状态。“古代以色列人称之为sheol的东西，就是一个不归路的地方，它躺在宇宙海洋的下面，所有的强者和弱者都是以死后的鬼魂形式在其中游动，它们被称为Raphraim。死者没有快乐或痛苦的体验，看不到光，感觉不到运动。”Obayashi提到以色列人对这样一个阴暗的来世状态感到满意，因为他们更加关心现世的生存。
基督教在1世纪开始之前，来世的信仰已经在法利赛人和艾賽尼派人的犹太思想中流盛行。当最虔诚的犹太人在马加比家族起义时被屠杀后，那些很大程度上塑造古代犹太传统的团结和sheol的概念被削弱了。

## 对基督徒的批评

### 巫童
在美聯社調查的200宗巫童個案中，至少一半涉及基督教教會牧師，他們看準當地人貧窮和文化水平低，收取等同他們數個月人工金錢，以殘忍方法為巫童「驅魔」。

### 虐兒
箴言 23:13
不可不管教孩童；你用杖打他，他必不至於死。
箴言 13:24
不忍用杖打兒子的，是恨惡他；疼愛兒子的，隨時管教。
箴言 19:18
趁有指望管教你的兒子，你的心不可任他死亡。
箴言 29:15,17
杖打和責備能加增智慧，放縱的兒子使母親羞愧。

### 鼓吹仇同
國際特赦组织指出，美國的基督教組織，不但在當地煽動和鼓吹仇同恩想，他們也是整個反同性戀運動的金主，為不少教會領袖和政客提供經濟支持。

### 反墮胎
基督教牧师保罗.詹宁斯.希尔开枪打死墮胎診所工作人員約翰﹒布裡頓醫生，以及司機詹姆士。  在槍擊事件發生時，希爾對警察表示，他開槍打死這兩人是為了防止他們謀殺無辜的嬰兒，他更聲稱他的所作所為是出於上帝的旨意。希尔临死时声称他的行为得到了圣经的支持。

## 进阶阅读

### 对基督教的怀疑
- A Rationalist Encyclopaedia: A book of reference on religion, philosophy, ethics and science, Gryphon Books (1971).
- Breaking the Spell: Religion as a Natural Phenomenon, by Daniel Dennett
- Civilization and its discontents, by Sigmund Freud
- Death and Afterlife, Perspectives of World Religions, by Hiroshi Obayashi
- Einstein and Religion, by Max Jammer
- From Jesus to Christianity, by L. Michael White
- Future of an illusion, by Sigmund Freud
- Letter to a Christian Nation, by Sam Harris
- Misquoting Jesus: The Story Behind Who Changed the Bible and Why, by Bart Ehrman
- Out of my later years and the World as I see it, by Albert Einstein
- Russell on Religion, by Louis Greenspan (Includes most all of Russell's essays on religion)
- The Antichrist, by Friedrich Nietzsche
- The God Delusion, by Richard Dawkins
- The Varieties of Scientific Experience: A Personal View of the Search for God, by Carl Sagan
- Understanding the Bible, by Stephen L Harris
- Where God and Science Meet [Three Volumes]: How Brain and Evolutionary Studies Alter Our Understanding of Religion, by Patrick McNamara
- Why I am not a Christian and other essays, by Bertrand Russell
- Why I Became an Atheist: A Former Preacher Rejects Christianity, by John W. Loftus (Prometheus Books, 2008)
- The Christian Delusion, edited by John W. Loftus, foreword by Dan Barker (Prometheus Books, 2010)
- The End of Christianity, edited by John W. Loftus (Prometheus Books, 2011)
- The Historical Evidence for Jesus, by G. A. Wells (Prometheus Books, 1988)
- The Jesus Puzzle, by Earl Doherty (Age of Reason Publications, 1999)
- The encyclopedia of Biblical errancy, by C. Dennis McKinsey (Prometheus Books, 1995)
- godless, by Dan Barker (Ulysses Press 2008)
- The Jesus Mysteries by Timothy Freke and Peter Gandy (Element 1999)
- The reason driven life by Robert M. Price (Prometheus Books, 2006)
- The Case Against Christianity by Michael Martin
- The case against the case for Christ by Robert M. Price (American atheist press 2010)
- God, the failed hypothesis by Victor J. Stenger (Prometheus Books, 2007)
- Jesus never existed by Kenneth Humphreys (Iconoclast Press, 2005)
- 解決聖經疑難  （页面存档备份，存于）
- 離教者之家 （页面存档备份，存于）

### 为基督教辩护
- "The Jury Returns: A Juridical Defense of Christianity" by John Warwick Montgomery. An Excerpt from "Evidence for Faith" Chapter 6, Part 2 https://web.archive.org/web/20071201174627/http://www.mtio.com/articles/bissart1.htm
- "The Infidel Delusion" by Patrick Chan, Jason Engwer, Steve Hays, and Paul Manata https://web.archive.org/web/20120112123105/http://www.calvindude.com/ebooks/InfidelDelusion.pdf
- Atheist Delusions: The Christian Revolution and Its Fashionable Enemies, by David Bentley Hart
- Dethroning Jesus, by Darrell Bock, Daniel B. Wallace
- Jesus Among Other Gods, by Ravi Zacharias
- Mere Christianity, by C. S. Lewis
- Orthodoxy, by G. K. Chesterton
- Reasonable Faith, by William Lane Craig
- Reinventing Jesus, by J. Ed Komoszewski, M. James Sawyer, Daniel B. Wallace
- The Case for Christ, by Lee Strobel
- The Dawkins Letters, by David Robertson
- The Reason For God, by Timothy J Keller